# Comportamento humano moderno
Comportamento humano moderno é um conjunto de capacidades ecológicas, tecnológicas, econômicas, sociais e simbólicas que revelam capacidades subjacentes dos seres humanos modernos. É um conjunto de traços cognitivos e comportamentais os quais distinguem o Homo sapiens atual de outros hominíneos e primatas, uma vez que o comportamento é há muito considerado como aquilo que separa uma espécie de uma outras formas de vida estreitamente relacionadas.

## Introdução

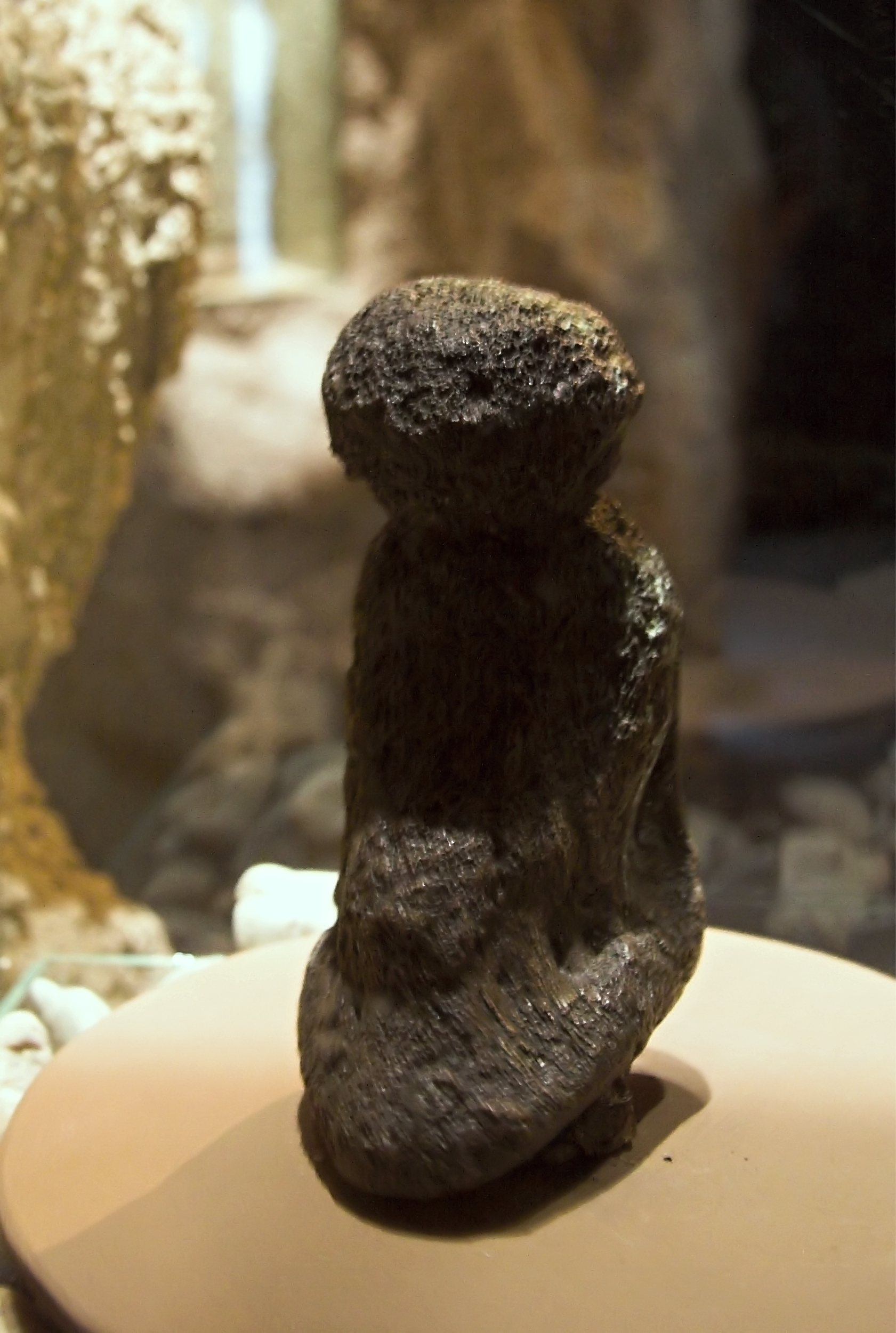
Figura feminina entalhada em osso de mamute

Desde de The Descent of Man, a obra de Charles Darwin sobre a evolução humana, sabemos que humanos são animais o que significa que a biologia se aplica a nós tanto quanto a qualquer outro ser vivo. Desta forma, nós entendemos que somos apenas mais uma espécie, com uma quantidade limitada de variações anatômicas e comportamentais e, assim sendo, sabemos que o surgimento do comportamento humano moderno faz parte da nossa condição como espécie humana, assim como seria para qualquer outra espécie.
Na literatura, são tidos como características gerais do comportamento humano moderno:
- Pensamento abstrato e a capacidade de agir em referência a conceitos abstratos, os quais não são limitados nos tempo ou no espaço;
- Capacidade de planejamento detalhado, com habilidade de formulação de estratégias baseadas em experiências anteriores e de adaptação e ação de acordo com elas, mesmo em contexto de grupo;
- Comportamento simbólico, com habilidade de representar pessoas, objetos e conceitos abstratos por meio de simbologia visual ou vocal arbitrária, bem como a capacidade de ressignificar tais símbolos em práticas culturais;
- Inventividade econômica, comportamental e tecnológica.

Na modernidade, estas particularidades são observadas na nossa cultura inovadora, imaginação, linguagem, arte, crenças religiosas, uso de tecnologias complexas, dentre tantas outras características inerentemente humanas.

## A revolução humana na Europa
Originário dos registros arqueológicos da Europa Ocidental, a transição entre Paleolítico Médio e Superior, denominada de revolução cognitiva, é alvo de discussões sobre sua aplicabilidade. Tendo surgido no século XIX, tal conceito é baseado na periodização arqueológica. Esta delimitação temporal se refere a determinado período em que o comportamento moderno começa a ser observado. Com tal perspectiva, o Paleolítico foi distinguido por pinturas, esculturas, gravuras, ferramentas de osso e a sucessão de grandes mamíferos na Europa. Entretanto, o modelo que determina a existência de uma revolução cognitiva é comumente questionada.
Comumente arqueólogos definem períodos de transições como uma revolução. Ao considerar as sequências de invasões por diferentes culturas ocorridas na Europa e sua consequente introdução de novas tecnologias, a possibilidade de uma revolução é debatida. Isto ocorre por conta de evidências paleoclimáticas, que apontam o cerceamento de grupos humanos por gelo ou montanhas e a substituição dos Neandertais por humanos modernos, que em conjunto apontam a constante redução ou eliminação populações humanas. Logo, com as constantes invasões de diferentes culturas, argumenta-se que não houve revolução, mas a junção de uma consequência de fatores que levou a substituição de grupos, incorporação de novas tecnologias e etc.

## Os primeiros europeus eram africanos[1]
Com datação de cerca de 130 mil anos e evidências filogenéticas, registros fósseis formam um conjunto de evidências quanto a origem africana dos primeiros humanos modernos, isto é, H. sapiens sensu stricto. Entretanto, ocorrem diversas discussões sobre a rigidez da definição de humano moderno. Em uma categorização menos rígida, espécimes como Singa, podem ser considerados humanos modernos, o que dataria em um total de 190 mil anos. Tal periodização é relevante ao considerar que evidências de humanos modernos na Europa e Ásia Central apenas ocorre há 40 mil anos. Já na Austrália, há evidências de humanos modernos há cerca de 62 mil anos. Esta migração também pode ser datada entre 80 e 120 mil anos atrás.
Apesar de evidências genéticas apontarem o cruzamento com Neandertais, análises apontam a remoção de H. Neanderthalensis como ancestral de humanos modernos, isto é, tal espécie não possui relação evolutiva com o H. Sapiens. Esta hipótese se baseia nas adaptações morfológicas encontradas em fósseis de H. Sapiens na África e também é sustentada pela hipótese da Eva mitocondrial.
O registro fóssil aponta certa complexidade na ancestralidade do homem moderno e demonstra o impacto de mudanças climáticas e movimentos migratórios que levaram os primeiros humanos modernos da Europa serem africanos. Evidências paleoclimáticas apontam diferentes padrões populacionais entre África e Europa, como a interrupção populacional durante a máxima glacial no deserto do Saara e na África do Sul, assim como expansões populacionais. Desta maneira, teoriza-se que o hominíneos da África possuíam grandes populações, apesar de dispersar, o que explica a expansão até a Europa e suas ligações genéticas.

## Revolução ou evolução: um constante debate
Sendo alvo de críticas, a possibilidade uma possível revolução é comumente discutida ao considerar o recorte temporal. Uma revolução seria definida por uma mudança súbita entre hominíneos de todos os continentes, entretanto, evidências apontam uma mudança gradual por meio da transmissão de comportamentos modernos por meio da cultura entre diversos grupos humanos. Esta hipótese aponta mudanças comportamentais em diferentes locais, por diferentes grupos, em graus distintos e de maneira não-linear. Desta maneira, tal hipótese não comporta o modelo europeu de divisão do Paleolítico já que se baseiam em diferentes registros arqueológicos.
A distinção do registro africano em comparação ao europeu, é tamanha que se fez necessária uma nova distinção entre as Idades da Pedra. Sendo a primeira incorporando a cultura Olduvaiense e Acheulense, a segunda foi distinguida pelos projéteis unifaciais ou bifaciais, e pela ausência de machadinhas, marca da terceira divisão. Esta nova divisão levou a ocorrência de equivalências com períodos do Paleolítico europeu.

## Registro fóssil de hominíneos
O registro fóssil é base para a compreensão e comprovação do comportamento moderno. Desta maneira, ocorre a distinção entre H. Sapiens, isto é, a variante arcaica da espécie e H. Sapiens sensu stricto, ou seja, humanos anatomicamente modernos. Este tipo de distinção comumente se baseia em um evento de especiação que causa distinções entre uma mesma espécie. Entretanto, ao considerar a morfologia do H. sapiens sensu stricto, denomina-lo anatomicamente moderno se torna errôneo ao considerar certos registros fósseis que possuem crânios "primitivos".
Espécies não-associadas com comportamento moderno, isto é, aquelas denominadas como arcaicas, costuma possui grandes faces, grandes dentes, longos e baixos crânios e a falta de queixo. A inclusão da espécie arcaica com a espécie moderna ocorre por conta do tamanho do cérebro, elemento relevante para a classificação de homínineos. A taxonomia destas espécies pode sofrer impactos devido a diferenciações ocorridas devido a diferentes respostas adaptativas em diferentes localidades, como diferenciações reprodutivas ou comportamentais.

## O comportamento por meio de fósseis
Por meio de registros fósseis é possível verificar evidências comportamentais, como canibalismo e comportamentos ritualístico. O pós-crânio é uma das maiores evidências de postura, hábitos locomotores, como caça e mobilidade grupal. Tais registros também apontam possível sucesso de H. sapiens em confrontos com animais ou outros humanos em comparação a H. neanderthalensis. Evidências locomotoras também sustentam a expansão geográfica para além dos trópicos, assim como, a evolução cognitiva em evidências de desenvolvimento de soluções físicas para os impactos climáticos. Desta maneira, o comportamento moderno humano, evidenciado por fósseis, demonstra hábitos comuns atualmente, como a economia energética e nutricional.
Comumente, registros arqueológicos na África, apontam que a escassez alimentícia e necessidade de defesa de predadores se relacionam ao desenvolvimento do comportamento moderno humano, por exemplo, a caça à distância como proteção do predador que assegura a não-ocorrência da escassez alimentícia. Este tipo de comportamento é encontrado em caçadores-coletores modernos, assim, demonstrando a continuação apesar da distância temporal. Registros de patologias também apontam a empatia entre humanos que auxiliavam crianças ou adultos doentes para a sobrevivência do indivíduo.

## Arqueologia, comportamento e linguagem
A arqueologia é capaz de identificar o surgimento e desaparecimento de comportamento, como o desaparecimento da cultura Acheulense. Por meio da análise de indústrias líticas, a arqueologia relaciona comportamentos com suas espécies, isto é, faz relação com a taxonomia. Esta indústrias também demonstram a extensão da evolução do comportamento humano e reforça uma existência não-linear, em diferentes localidades e grupos, distribuída por meio da transmissão cultural.
Considerando que a evolução cognitiva comporta o uso de símbolos, tal evolução também se relaciona com as origens da linguagem. Entretanto, neste quesito a arqueologia possuía certa limitação devido as evidências escassas de linguagem por se basear em símbolos e comportamentos abstratos. Desta maneira, este aspecto do comportamento moderno humano é estudado por meio do foco no cérebro humano, aparatos do discurso e o uso de primatas em estudos comparativos, isto é, a comparação com a espécie mais próxima dos humanos.

## Evidências arqueológicas do comportamento moderno
Traços tangíveis das alterações humanas que levaram à mudanças comportamentais de antigas em modernas podem ser vistas no registro arqueológico africano já no Paleolítico médio, e podem ser ligadas explicitamente à cognição de hominíneos e às capacidades culturais existentes naquele período.
A literatura da área, em geral, converge para alguns achados nos registros arqueológicos que podem ser considerados como evidências, uma vez que refletem as características subjacentes ao comportamento humano moderno:
- Aumento na diversidade dos tipos de artefatos e padronização de seus tipos;
- Uso da tecnologia de lâminas;
- Trabalhos em ossos e outros materiais orgânicos;
- Existência de ornamentos pessoais, "arte" ou imagens;
- Espaços de vivência estruturados;
- Vestígios de comportamentos ritualísticos;
- Exploração de ambientes aquáticos ou de outros recursos que requeiram tecnologia especializada;
- Aumento do alcance geográfico de colonização
- Expansão das redes de troca e intensificação econômica

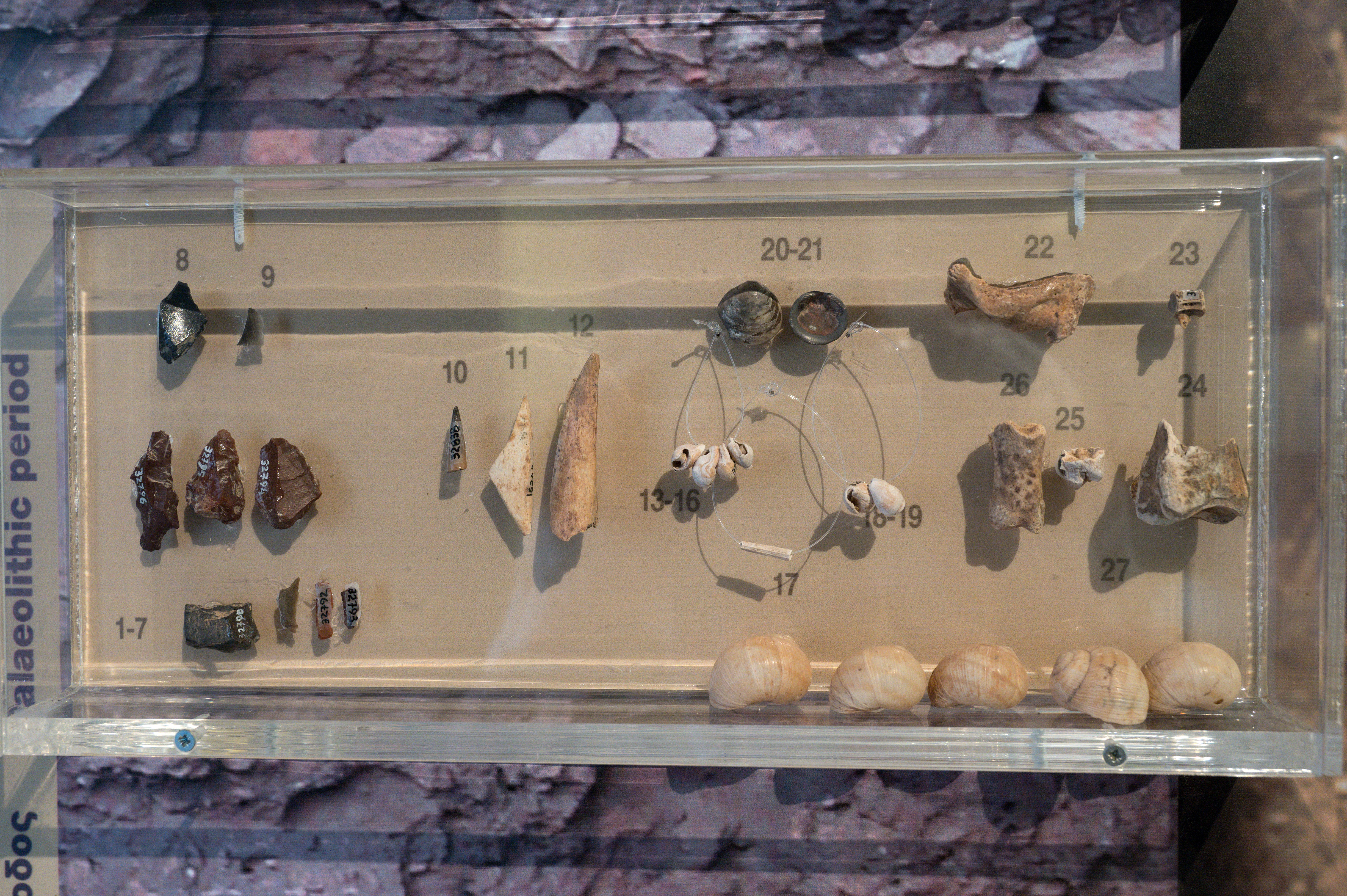
Ferramentas, ornamentos e ossos encontrados na Caverna de Franchthi, Grécia

Estes atributos podem ser divididos em grupos, de acordo com as características comportamentais que refletem, conforme se segue:

### Ecologia
Os aspectos ecológicos que podem ser encontrados nos registros refletem as habilidades humanas de colonizar novos ambientes, o que não seria possível sem o desenvolvimento da capacidade de inovação e de planejamento aprofundado daquelas populações.

#### Expansão do alcance geográfico das populações humanas
A expansão das populações humanas para habitats desafiadores por meio do uso de tecnologia aprimorada é tida como sinal de sofisticação cognitiva e complexidade social, sendo os mais desafiadores os desertos e as florestas tropicais.
A distribuição geográfica dos sítios no Paleolítico médio indica adaptação humana para para uma grande variedade de ambientes desafiadores. Sítios Aterianos são encontrados em habitats muito variados, desde marinhos e montanhosos, até desertos semi-áridos, com indícios de ocupação para além dos períodos de clima úmidos. Na África do sul, por sua vez, as ocupações Acheulenses não se restringem a localizações próximas à corpos d’água, sugerindo o uso de recipientes para carregá-la no Paleolítico médio. Tal tendência indica adaptação humana para colonização destes ambientes.
Nas florestas tropicais, onde a fauna e frutos ficam dispersos e raízes são comumente inacessíveis e tóxicas, não há registro de grupos recentes que subsistam apenas com forrageio, sem uma fonte de carboidrato domesticado. Por conta disso, a adaptação à tal ambiente é considerada impossível para os grupos pré-históricos, sendo, se possível, o uso de tecnologia complexa imprescindível para a sobrevivência.
Neste sentido, as evidências de ocupação prematura de florestas tropicais são ambíguas. Sítios Acheulenses são muito raros na Bacia do Congo e outros sítios em regiões tropicais africanas mostram evidências de que poderiam ter sido ambientes áridos ou semi-áridos ao tempo do início da ocupação humana. Apesar disso, dados paleobotânicos presentes nas regiões dos sítios em período de tempo de tempo similar, como pólen e macrofósseis de plantas, mostram que apesar das temperaturas naquela época serem indiscutivelmente mais baixas, o volume de precipitação permitiria a existência de espécies de florestas tropicais, mesmo em áreas atualmente ocupadas por savanas.

### Ferramentas
A presença de ferramentas no registro reflete a capacidade de uso de recursos tecnológicos os quais revelam inventividade e capacidade de raciocínio lógico.

#### Lâminas
A produção de lâminas consiste em transformar um material rochoso bruto, em uma ferramenta lascada laminar. Este processo de redução é comumente chamado de Talha Lítica (redução lítica). Tais ferramentas possuem diversas utilidades, muitas vezes operado de forma individual (ferramenta única), ou sendo incorporadas como partes de ferramentas maiores, tal como uma lança.
A fabricação, seja por produção direta ou indireta, requer avançadas capacidades cognitivas, tais como: habilidades de destreza, pré-visualização do resultado final, visualização do processo em três dimensões. Portanto, tal indústria é considerada um forte argumento para a chamada “revolução humana”.
A indústria do período Aurignaciano, referente ao início do Paleolítico Superior, surgiu na Europa de forma simultânea aos primeiros indícios da presença do H. sapiens na região, por volta de 40 000 - 45 000 anos atrás. Assim, é fortemente hipotetizado que a tecnologia do Paleolítico Superior tenha sido introduzida na Europa pelos migrantes H. sapiens. No continente africano, a produção de lâminas se mostra presente em períodos anteriores ao do continente europeu. Tal tecnologia é encontrada em períodos pré Aurignaciano, datadas por volta de 127 000-75 000 anos. São exemplos de sítios africanos: Vale do Nilo; Quênia; Tanzânia; Congo;  Haua Fteah, Líbia; Gademotta e Aduma, Etiópia.

#### Pontas
A presença de ferramentas de pedra pontiaguda é considerado uma das marcas características do Paleolítico Médio, datadas por volta de 235 000 anos atrás. Seu uso se deve principalmente à produção de flechas e lanças. O registro desta ferramenta possui individualidades referentes à região, sendo encontradas no continente Africano ferramentas de material orgânico (ossos). Alguns exemplos de sítios com características próprias são: cultura Lupemban (África central 30 000-12 000 anos); indústria Ateriana (Norte Africano 150 000-20 000 anos); complexo de Nubian (Vale do Nilo).

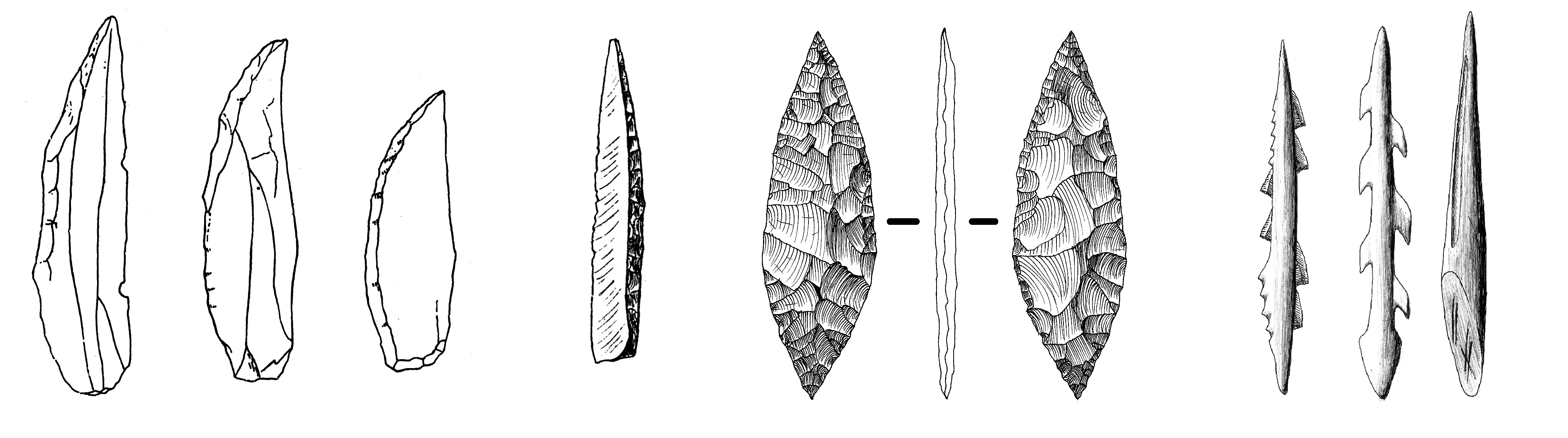
Instrumental do Paleolítico superior

Uma importante característica desta indústria é o trabalho de “Hafting”, processo pelo qual a pedra é transformada de forma a facilitar o seu acoplamento em outros materiais (processo presente na fabricação de flechas). Para tal, o material pontiagudo é modificado de forma a se afinar na base. Esta característica se demonstra ausente em alguns sítios arqueológicos europeus, indicando um maior uso do objeto pontiagudo na produção de lanças.

#### Micrólitos
Micrólitos representam uma categorização importante dentre os utensílios de pedra. Trata-se de ferramentas com proporções próximas a um centímetro de comprimento, e meio centímetro de largura. Estas ferramentas apresentam alto grau de complexidade, suficientes para não serem confundidas com resíduos, restos ou acasos geográficos. Existem duas categorias para tais ferramentas: micrólitos laminares (presentes no Paleolítico Superior) e micrólitos geométricos (presente nos períodos Mesolítico e Neolítico).
Os micrólitos laminares são obtidos por meio de técnicas de percussão (impacto de uma pedra laminar em uma pedra núcleo) ou por pressão. Já os micrólitos geométricos foram comumente obtidos através da técnica do microburil (trociscar lâminas entre si).
Suas utilidades ainda não são totalmente claras. As laminares são hipotetizadas como ponta de dardos, flechas e projéteis leves, ou seja, sempre acopladas a outros materiais. Já os geométricos são  hipotetizados como elemento reforçador de penetração de projéteis leves.

#### Ossos
A presença de ferramentas de ossos se mostra presente durante todo o período Paleolítico. O trabalho e manuseio desta matéria orgânica é considerada, a partir das pesquisas do século 20, uma “inovação” do Paleolítico Superior (50 000 anos), resultado da dispersão dos humanos anatomicamente modernos na Europa. No entanto, hoje já se discute a presença de ferramentas de ossos em sítios ao sul do continente Africano, datados entre 60 000-75 000 anos.

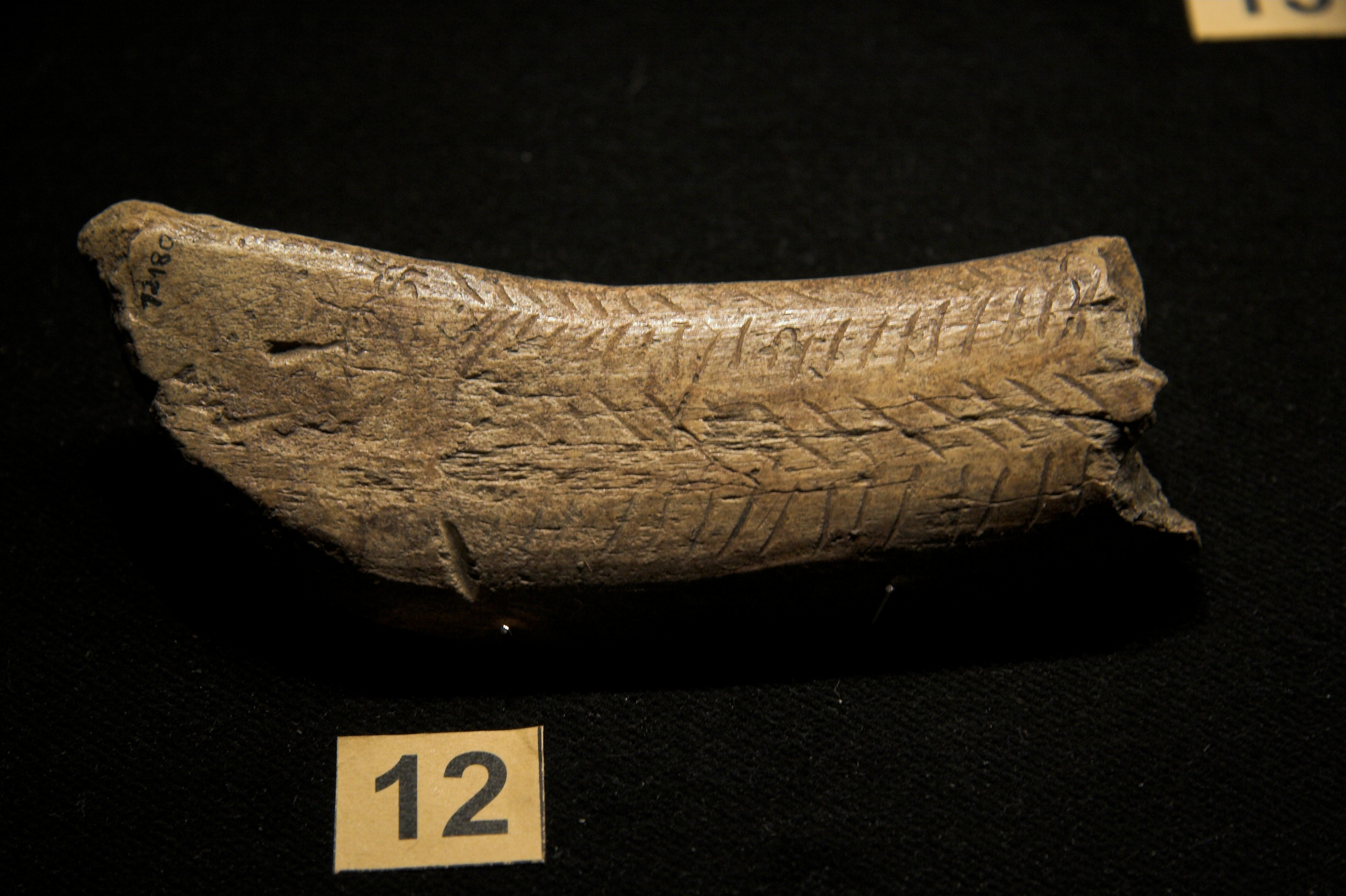
Osso de costela com marcações organizadas

Para muitos pesquisadores, sítios africanos mais antigos que apresentam a chamada “indústria do osso” são sítios chave para melhor compreender a transição de tecnologias complexas, e preencher as lacunas de dados a respeito do período entre a origem do humano anatomicamente moderno na África (aproximadamente 200 000 anos atrás) e sua chegada na Europa.
Durante o Paleolítico Superior no continente europeu, é estabelecido de forma consistente a utilização do osso como material a ser transformado em ferramentas de caça. Há a presença de grande variabilidade em suas características (tamanho, formato, grossura), sendo interpretado como variações para a caça de presas específicas. Dentre as ferramentas inusitadas deste período, há a primeira aparição de um "bumerangue" feito a base de marfim, datado por volta de 23 000 anos atrás, em Oblazowa, Polônia. Há também a presença de martelos, agulhas, lanças, bastões e arpões, a base de ossos de veado e rena, em sítios franceses, datados por volta de 13 000 anos atrás.

### Aspectos econômicos e sociais
Estas características refletem as capacidades humanas de desenvolver modelos de experiências prévias, individuais e coletivas, para desenvolver e aplicar planos sistemáticos, conceituar e predizer o futuro e para construir relações sociais formais entre indivíduos e grupos

#### Caça

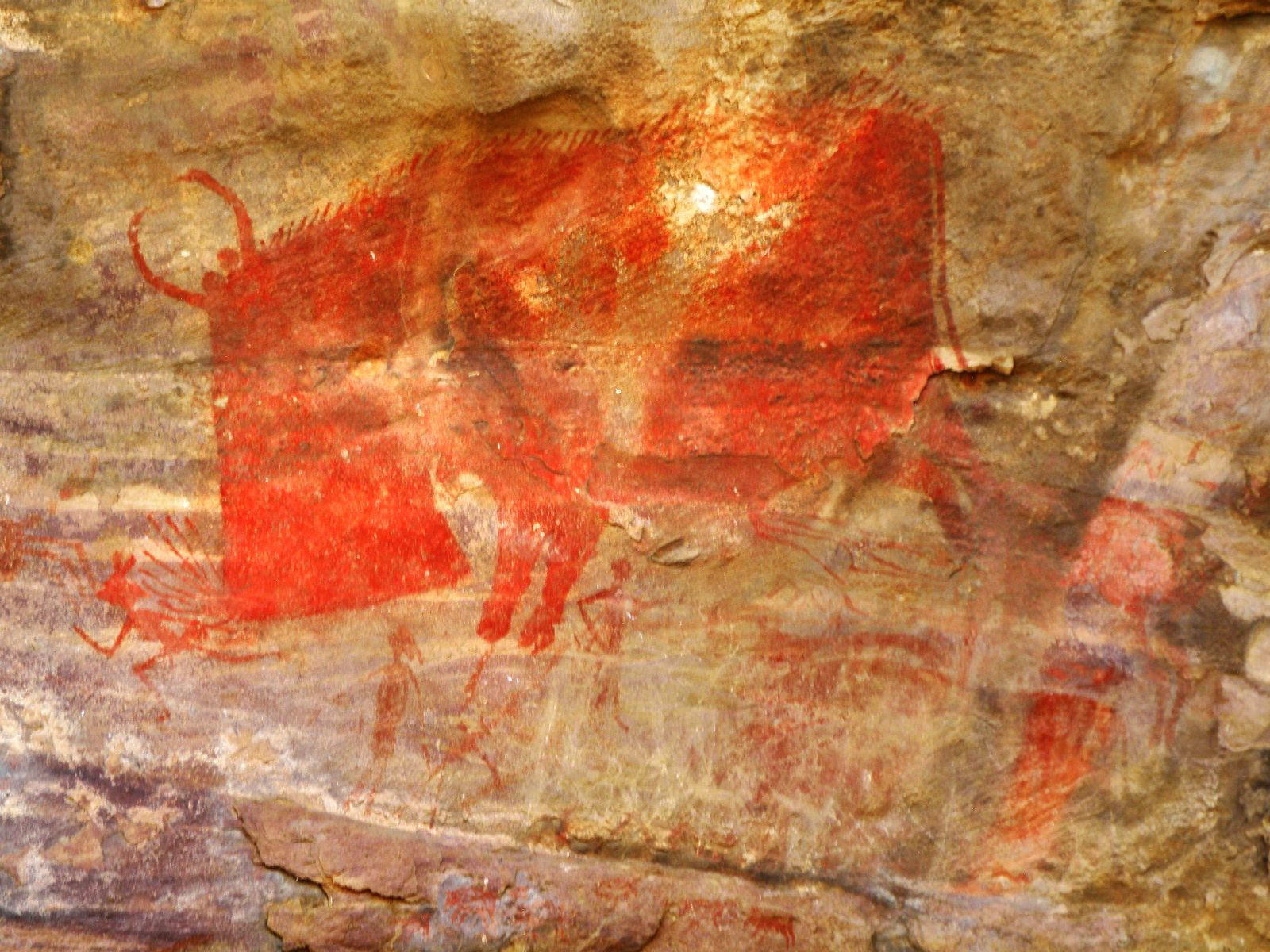
Pinturas rupestres retratando a caça e os caçadores

Ao contrário do que anteriormente se imaginava para humanos do MSA, em que a ideia era a de serem coletores, caçadores pouco eficazes, há evidências para um comportamento de caça. Por exemplo, o registro arqueológico dos restos ósseos de animais predados é consistente com o acesso primário ao alimento. Características como marcas de abate, ausência de danos por animais carnívoros e a não detecção de acúmulo de carcaças por animais carnívoros em determinados sítios (o que poderia sugerir que, em realidade, humanos se apropriavam de carcaças obtidas por outros animais) fortalecem a hipótese de que os hominídeos caçavam sua própria fonte de proteína animal.
Com relação aos padrões de caça, há também evidências para seleção da espécie de presa, considerada uma das características do comportamento moderno. No Quênia, um sítio arqueológico em Lukenya Hill sugere uso pretérito por hominídeos, à época do MSA, como local de abate em massa de um bovídeo extinto. Outro sítio no deserto do Kalahari, em Botswana, também datado para a época do MSA (77 ka), apresenta registro ósseo de dentes da fauna caçada. Entre as presas, encontram-se dentes de zebras (Equus burchelli e E. capensis), javalis (Phacochoeorus aethiopicus), e bovídeos de grande porte, como Pelorovis. O registro de ferramentas, por sua vez, aponta para abundância de pontas com formato de projéteis, provavelmente utilizadas na atividade de caça.
Analisar em conjunto a tecnologia, bem como as espécies caçadas, de difícil captura, e muitas perigosas para os humanos, requer tecnologia apropriada e também capacidades cognitivas elaboradas (inteligência), características do comportamento moderno que se desenvolveram à época do MSA.

#### Uso de recursos aquáticos e em pequena escala
Ferramentas que podem ser atribuídas inequivocamente à pesca não foram preservadas no registro arqueológico, tornando mais complicado diferenciar atividade pesca humana no MSA do que seria, por exemplo, resultado da predação por outros animais que consumiam peixes. Assim, inferir a pesca nesse contexto geralmente se baseia em outras evidências.
De todo modo, diversos sinais apontam para a pesca como uma atividade relevante para humanos desde o MSA. Como exemplo, um sítio arqueológico ao norte do Sudão apresenta assembleia óssea dominada por peixes de águas profundas, em uma região ribeirinha. Na África do Sul, outro sítio reúne restos de moluscos marinhos e peixes de águas profundas. Para os peixes, o estado de dano visivelmente proposital aos ossos espinhais é consistente à captura de peixes ainda vivos, e não ao acesso de carcaças antes predadas por outros animais. Esse conjunto de evidências, dentre outras mais, sugere um cenário em que a pesca, assim como a caça terrestre, foi executada de forma ativa e pensada pelos humanos no MSA. Ainda, alguns estudos demonstraram também a progressiva redução do diâmetro de concha em moluscos catados comparando-se registros do MSA com os do LSA, sugerindo a captura de indivíduos imaturos (e, portanto, de menor porte) como um dos sinais da intensificação de exploração de recursos de valor no LSA, considerando-se juntamente o crescimento populacional no mesmo período.
De fato, argumenta-se que a incorporação de produtos de pesca à dieta humana a partir do MSA parece ter sido fundamental à evolução do cérebro humano moderno.  Alimentos advindos da pesca, ao contrário da alimentação vegetal, são ricos em ácidos graxos polinsaturados, como o ômega-3. Lipídios como o ômega-3 e outros ácidos graxos de cadeia curta são essenciais para a formação do ácido docosahexaenóico (DHA), substância essencial no desenvolvimento estrutural do cérebro. Nesse sentido, alguns autores defendem que a maior disponibilidade de moléculas como o ômega-3 teriam sido decisivas no desenvolvimento de tamanho e complexidade do cérebro humano moderno. Outros autores vão além em considerar que o DHA (e, portanto, o ômega-3), apesar de essencial, provavelmente não foi suficiente, sozinho, na evolução do cérebro moderno, uma vez que outros nutrientes seriam importantes de forma que seu consumo e atuação conjunta teriam um impacto maior que um deles sozinho. Demais características, incluindo aspectos fisiológicos como um período de gestação aumentado (proporcionando maior tempo para o desenvolvimento cerebral no feto) e a evolução dos depósitos subcutâneos de gordura no neonatal (ausentes nos demais primatas), que permitem estocar DHA ao longo do desenvolvimento cerebral, teriam também favorecido a transição para o nível de complexidade cognitiva do cérebro moderno.  Essas características, entretanto, provavelmente teriam emergido em um contexto de consumo aumentado de alimentos de pesca pelos hominídeos, nos quais, em pequenas porções, já seriam suficientes em prover, além do precursor ômega-3 do DHA,  elementos essenciais na nutrição e desenvolvimento cerebral dos neonatais, tais como iodo, ferro, zinco, cobre, selênio, e vitaminas A e D. Assim, o período do MSA, também sob esse aspecto, estaria intimamente ligado ao desenvolvimento do comportamento moderno, sob função de cérebro de maior porte em razão à massa corpórea, capaz de manter conexões neurais mais complexas.

#### Aquisição de recursos líticos
Pode-se considerar que a troca de mercadorias, e mais tarde as redes de troca, foram componentes característicos no desenvolvimento do comportamento humano moderno. Em diversos contextos pré-históricos já registrados, dois princípios são observados: materiais locais são no geral mais abundantes que os obtidos em lugares mais distantes e, pedras exóticas, em função de sua qualidade elevada, eram extensivamente utilizadas e provavelmente melhor avaliadas que as demais.
Nos sítios africanos acheulianos, materiais exóticos são raros e provêm de distâncias não muito longínquas, de forma que menos de 1% dos itens originou-se de distâncias maiores que 40 km. Já em registros do MSA, no leste africano, as distâncias calculadas são maiores, mas a quantidade de materiais exóticos ainda é menor que 1%. No MSA, grande parte das ferramentas manufaturadas em material exótico é constituída por obsidiana. As grandes distâncias estimadas para a origem do mineral em diversos sítios africanos sugerem uma baixa chance de coleta deliberada do material, mas sim um cenário mais provável em que houve aumento da interação e trocas entre os grupos humanos ao longo do MSA.
Ainda, as diferenças entre a proporção e modo como o material exótico era utilizado na confecção de ferramentas sugere uma separação entre grupos étnicos no MSA africano, e possivelmente um controle de acesso às melhores fontes de obsidiana por alguns grupos. Esses aspectos fortalecem ainda mais a ideia de haver um desenvolvimento de interações de troca de material nesse período.

#### Estruturação e organização dos locais de habitação
A divisão do local de habitação em áreas voltadas a diferentes atividades é tida por vários autores como um dos aspectos característicos do comportamento moderno. Há diversos exemplos de modificações dos locais de habitação por hominídeos, aparentemente propositais, datados para o período do MSA.

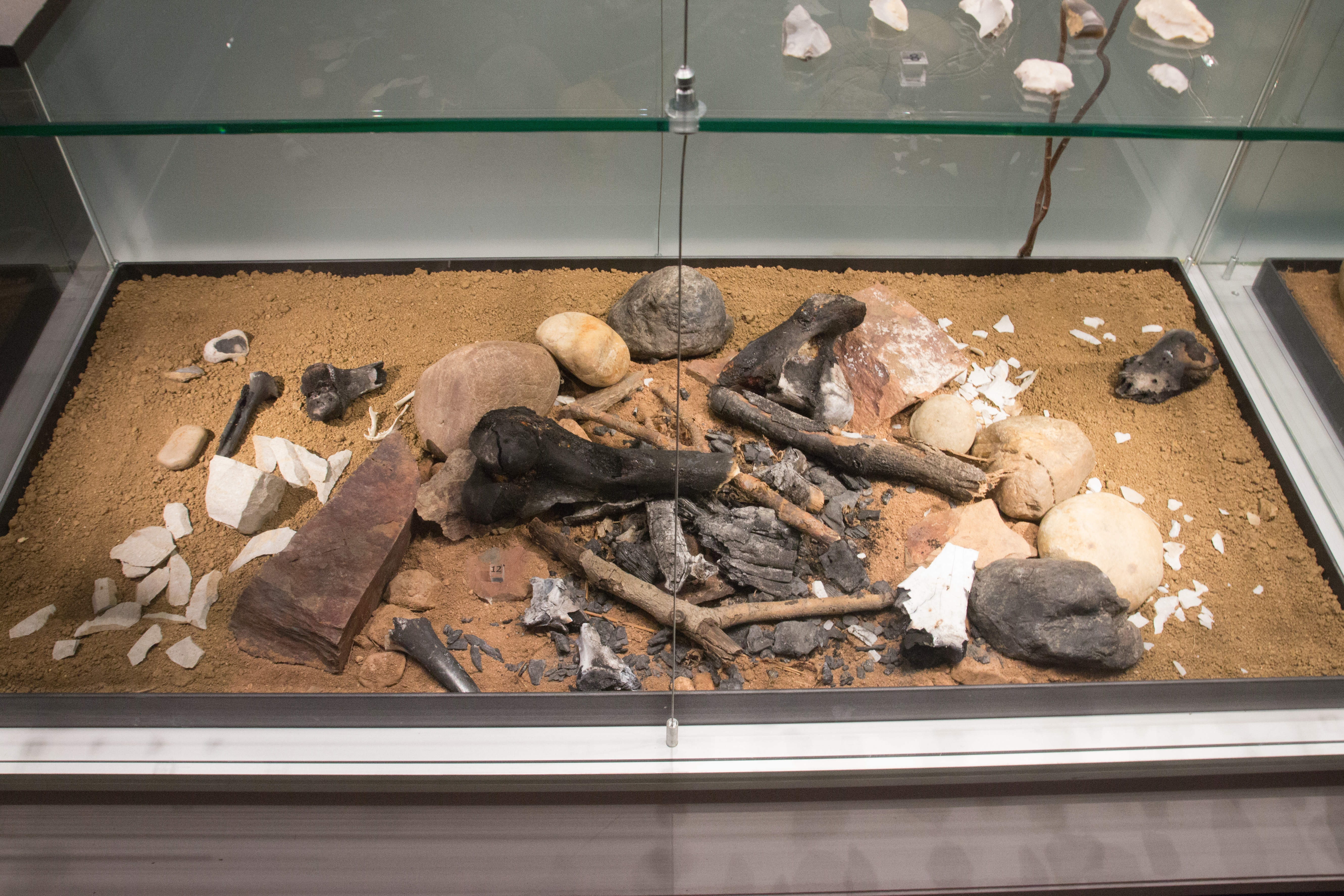
Reconstrução de uma fogueira do paleolítico, com ferramentas e adornos

Arranjo de ferramentas e pedras, feitos de maneira tal que é pouco provável terem sido produtos de forças não antropogênicas, são evidências presentes em alguns sítios escavados, como os de caverna. Argumenta-se, também, que os vestígios de fogueiras (tais como os arranjos de pedra, fragmentos de ossos queimados e cinzas) representam uma das marcas do conceito de espaço doméstico.
Com relação ao uso do fogo, a sobreposição dos vestígios de fogueiras em relação às ocupações anteriores sugere um uso repetido provavelmente relacionado à divisão do próprio espaço. Ainda, ao redor de fogueiras, alguns estudos parecem sugerir zonas diferentes da habitação, tais como áreas de atividade e de repouso. As fogueiras podem sinalizar regiões de preparo dos alimentos, exercendo uma função doméstica e possivelmente representando a organização familiar dentro de um grupo humano. Sugere-se, também, que o fogo tenha exercido um importante papel como agente sanitizador, sendo que algumas evidências apontam para a possibilidade do uso de fogueiras também como pontos de descarte de ossos, tendo uma função na higiene local.
Outras evidências datadas para o MSA que apontam para utilização do espaço estão relacionadas à utilização de material de planta (beddings) com o intuito de cobertura de solo, que poderia servir tanto a um propósito de repouso durante o sono, quanto uma cobertura sobre a qual sentar-se. Os vestígios de queima repetida desse material em fogueiras sugerem algo além da queima acidental, mas sim grandes chances de queima deliberada deste material. Apesar da dificuldade em determinar os motivos por trás dessa ação, sugere-se que teria sido feita por razões de higiene, uma vez que o material poderia tornar-se sujo ou atrair vermes com o passar do tempo.

### Pensamento simbólico
O simbolismo é a capacidade de incutir significado às experiências e vivências para comunicar conceitos abstratos e para manipular símbolos como parte da vida cotidiana.

#### Tratamento especial dos mortos
O sepultamento dos mortos, em conjunto com outros tratamentos tais como os rituais, são considerados uma das características da cultura simbólica relativas ao comportamento humano moderno. Os primeiros indícios de enterro deliberado de corpos foram encontrados na região do Levante, na região de Qafzeh.
Na África, ao tempo do MSA, há indícios que sugerem a prática do enterro de forma intencional em determinados sítios, ainda que algumas evidências sejam ambíguas. Demais autores relatam que tais registros são raros, em parte pela qualidade de datação do material disponível. Assim, verifica-se a execução do sepultamento, mas a existência de rituais associados ao enterro é questionada de modo análogo ao que é discutido para os Neandertais, para os quais o sepulcro de corpos pode representar medidas de higiene, e não necessariamente implicar na execução de rituais.
Em um trabalho recente de 2021, vestígios ósseos com alto grau de preservação da associação entre os elementos ósseos, como as vértebras da coluna, foram escavados no sítio de Panga ya Saidi, e caracterizados como originários de uma criança entre 2,5-3 anos de idade, denominada “criança de PSY”, ou Mtoto (significando “criança”, na língua suaíli).
No caso da criança de PSY, tanto a posição reconstruída através dos vestígios, quanto a preservação de posição entre os ossos da coluna e o padrão de deslocamento do crânio em relação às vértebras são consistentes com um cenário em que a criança foi embalada em um material perecível (não preservado no fóssil), oferecendo suporte à ideia de que a comunidade teria um envolvimento mais elaborado no rito funerário do que simplesmente o abandono do cadáver em uma cova. Essa é uma evidência recente de enterro intencional de uma criança, incluída na taxonomia junto aos humanos modernos, à época do MSA.
A criança de PSY, junto com outros fósseis infantis em demais sítios, sugere que os humanos preservavam intencionalmente os corpos dos membros mais jovens dos grupos. Mais além, Mtoto aparentemente foi enterrado próximo à área de habitação dos hominídeos, e isso, como já foi sugerido, junto às condições de posição do sepultamento, mesmo na ausência de artefatos que denotem explicitamente ritual simbólico, pode ser reflexo de um sentimento de luto e a intenção de manter os mortos mais próximos. E ainda, apesar de raros, existem estudos mais recentes em que é possível averiguar a presença de ornamentações junto aos corpos sepultados, ainda no MSA.

#### Uso de ornamentos e de pigmentos
Os ornamentos, enquanto considerados artefatos simbólicos, são classicamente considerados uma das marcas do comportamento humano moderno. Inicialmente, pensava-se que ornamentos no registro do MSA africanos fossem inexistentes; já se sabe, entretanto, que os registros de ornamentação, que remetem à tradição de ornamentar o corpo, existem no MSA e são anteriores em dezenas de milhares de anos àqueles encontrados na Europa à época do Paleolítico.
Os ornamentos recuperados nas escavações incluem artefatos como conchas marinhas, cascas de ovos de avestruz, pedaços de ocre e ossos trabalhados. Os registros com conchas marinhas perfuradas mais antigos foram encontrados em Israel, em Es-Skuhl, e são datados em cerca de 100 ka. Na África, sítios em Marrocos e na Algéria apresentaram conchas de Nassarius perfuradas datadas em aproximadamente 106-108 ka. Em diversos outros sítios africanos foi possível recuperar conchas marinhas perfuradas. Assume-se que a perfuração, bem como o desgaste que apresentam na região do furo, sejam um indícios adicionais de utilização como possível pingente em ornamentos corporais, sendo que algumas dessas conchas, ainda, carregam vestígios de pigmentação com ocre, que podem ser tanto indícios de coloração deliberada do material, quanto provir do contato com a pele pigmentada de um humano. Interessantemente, são também encontradas conchas com pigmentação negra, provavelmente oriundas de queima sob a presença de material vegetal, que atuaria como redutor químico, promovendo a alteração da cor de forma especialmente intencional.
Entretanto, as conchas marinhas perfuradas desapareceram de forma enigmática nos registros africanos do MSA em registros mais recentes que 70 ka. Os registros mais recentes do MSA passam a conter contas feitas por discos perfurados de cascas de ovos de avestruz. As cascas ornamentais aparecem no registro como discos ou como fragmentos contendo gravuras em padrões, sempre geométricos, frequentemente formados por linhas que se cruzam (motivos de linhas paralelas ou diagonais). Em diversas instâncias, se observa também a pigmentação de tais cascas, frequentemente por ocre.

Há, no registro arqueológico em geral, indícios do uso de diferentes pigmentos. Os mais comumente preservados, entretanto, são os pigmentos minerais, particularmente os óxidos de ferro, tendo como origem mais comum o ocre. Durante o MSA, o ocre, além da utilização em pigmentação de objetos, teve possíveis aplicações na decoração e mesmo pintura corporal, ao ser moído e misturado com gordura, por exemplo. Argumenta-se que a utilização de ocre não necessariamente implicaria em ritual simbólico, uma vez que pode apresentar qualidades assépticas e medicinais. Entretanto, é possível que, aplicado ao corpo, além da ornamentação, tenha servido para proteção da pele contra fatores como os raios solares. Fragmentos de ocre sólido, com gravações geométricas por linhas, análogas aos padrões das conchas de avestruz, também foram encontrados em sítios africanos datados para o mesmo período. Sabe-se atualmente, também, que o ocre previne a putrefação de peles e serve como agente de tanagem. A utilização de ocre para a pigmentação e tanagem de pele animal, entretanto, parece ocorrer de maneira pontual no registro do MSA, de forma que assume-se ser um processo mais circunstancial que de fato habitual. O ocre também já foi detectado como pigmento em ferramentas de osso. Um achado em particular sugere uma ferramenta de osso, pigmentada, provavelmente utilizada na perfuração de peles, sugerindo também algum nível de trabalho em peles de animais.

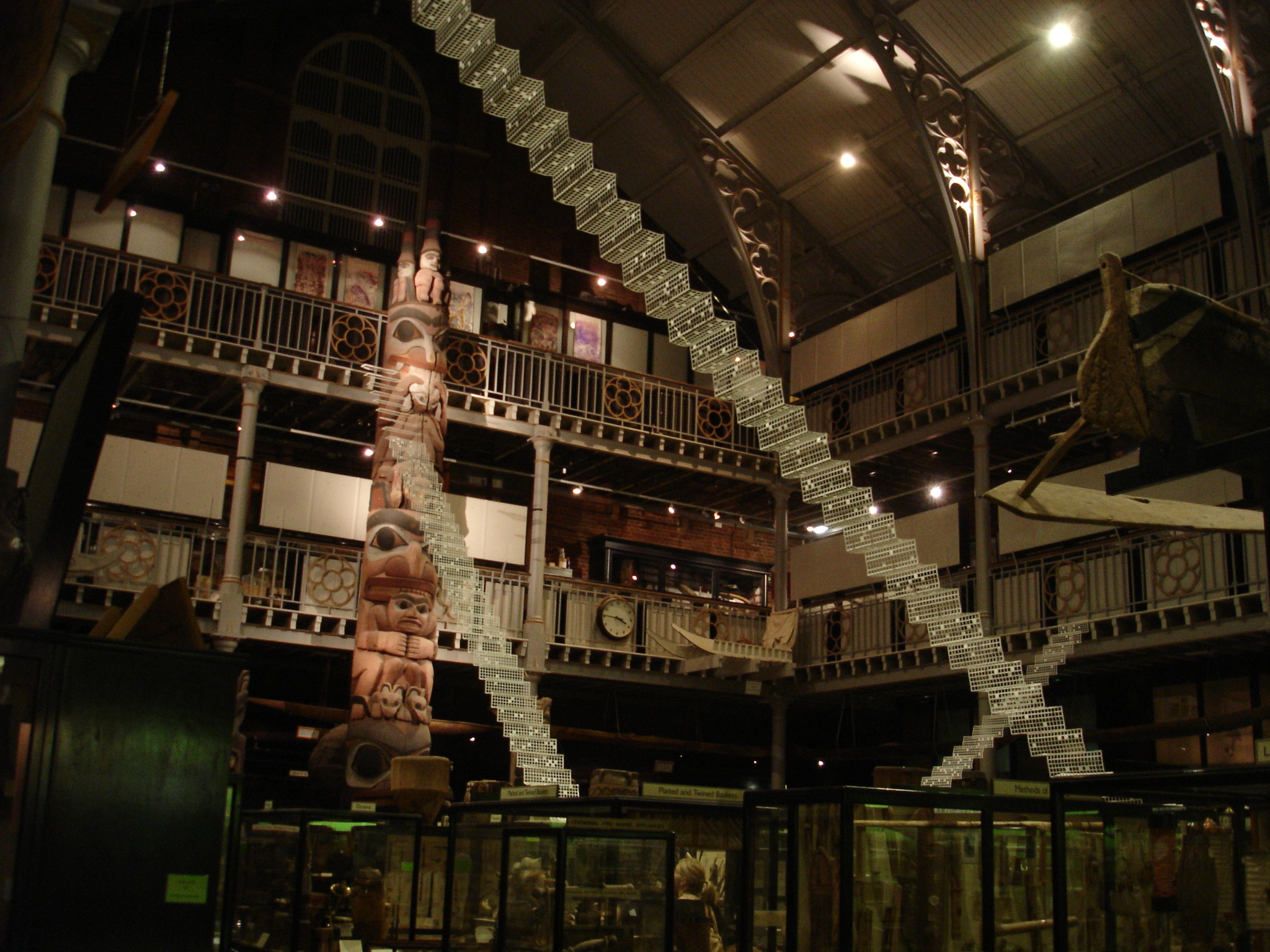
Pitt Rivers Museum

## Museus com Visitas Online
Diversos museus atualmente podem ser visitados virtualmente para que se possa apreciar as diversas maravilhas criadas pelos seres humanos, em todas as suas formas culturais, vividas ao longo dos milênios. Abaixo seguem o links para alguns deles.
- Pitt Rivers Museum - Oxford, Inglaterra - https://www.prm.ox.ac.uk/

- Museu do Louvre - Paris, França - https://www.louvre.fr/en

- Museo Nacional de Antropologia - Cidade do México - https://www.mna.inah.gob.mx/
- British Museum - Londres, Inglaterra - https://www.britishmuseum.org/
- Acropolis Museum - Atenas, Grécia - https://www.theacropolismuseum.gr/en/
- Museu Nacional - Rio de Janeiro, Brasil - https://artsandculture.google.com/project/museu-nacional-brasil
- Museu Afro Brasil - São Paulo, Brasil - https://artsandculture.google.com/partner/museu-afro-brasil
- Nairobi National Museum - Nairóbi, Quênia - https://artsandculture.google.com/story/NwUxWpkDi7FlIw
- Tokio National Museum - Tóquio, Japão - https://artsandculture.google.com/partner/tokyo-national-museum